# Patellaria atrata
Patellaria atrata är en svampart som först beskrevs av Johann Hedwig, och fick sitt nu gällande namn av Elias Fries 1822. Patellaria atrata ingår i släktet Patellaria och familjen Patellariaceae.  Arten är reproducerande i Sverige. Inga underarter finns listade i Catalogue of Life.